# Ole Rösler
Ole Johannes Rösler (17 de septiembre de 2007) es un deportista alemán que compite en saltos de plataforma. Ganó tres medallas de plata en el Campeonato Europeo de Saltos de 2025, en las pruebas de plataforma 10 m, plataforma 10 m sincro y equipo mixto.

## Palmarés internacional
| Campeonato Europeo | Campeonato Europeo | Campeonato Europeo | Campeonato Europeo     |
| Año                | Lugar              | Medalla            | Prueba                 |
| ------------------ | ------------------ | ------------------ | ---------------------- |
| 2025               | Antalya (Turquía)  | Medalla de plata   | Plataforma 10 m        |
| 2025               | Antalya (Turquía)  | Medalla de plata   | Plataforma 10 m sincro |
| 2025               | Antalya (Turquía)  | Medalla de plata   | Equipo mixto           |